# Georges Caudron
Pour les articles homonymes, voir Caudron.
Georges Caudron, né le 20 novembre 1952 à Malakoff, dans les Hauts-de-Seine, et mort le 5 décembre 2022 à Saint-Denis, en Seine-Saint-Denis, est un acteur, chanteur et directeur artistique français.
Très actif dans le doublage, il était notamment la voix française régulière de David Duchovny, Steven Culp, John Hannah, Cary Elwes, Willie Garson, Harry Hamlin et Peter Bergman.

## Biographie

### Jeunesse et études
Georges Henri Marcel Caudron naît le 20 novembre 1952 à Saint-Denis, (Seine-Saint-Denis). Il suit les cours de Jean-Laurent Cochet avant d'entrer à l'ENSATT. En tant qu'élève, il participe à plusieurs spectacles de la Comédie-Française.

### Carrière
Doté d'une voix de baryton, il joue dans plusieurs comédies musicales au début de sa carrière dont la création française de Jesus Christ Superstar (1972), La Révolution française (1973) et Tu es un chic type, Charlie Brown (1976) avant de se spécialiser dans le doublage au cours des années 1980.

### Mort
Georges Caudron meurt le 5 décembre 2022 à Saint-Denis, (Seine-Saint-Denis), à l'âge de 70 ans.

## Théâtre
- 1972 : Jesus Christ Superstar, opéra-rock d'Andrew Lloyd Webber et Tim Rice,  mise en scène de Victor Spinetti, Théâtre national de Chaillot
- 1973 : La Révolution française, opéra-rock de Claude-Michel Schönberg, Raymond Jeannot, Alain Boublil et Jean-Max Rivière, mise en scène de Michel de Ré, Palais des sports de Paris : le duc de La Rochefoucauld
- 1974 : Périclès, prince de Tyr de William Shakespeare, mise en scène Terry Hands, Comédie-Française : un seigneur
- 1974 : Le Bourgeois gentilhomme de Molière, mise en scène de Jean-Louis Barrault, Comédie-Française
- 1974 : Un jeu d'enfants de Martin Walser, mise en scène d'Yves Lalonde : Asti
- 1975 : Un tramway nommé Désir de Tennessee Williams, mise en scène Michel Fagadau, théâtre de l'Atelier : le Quêteur
- 1975 : L'Homme, la Bête et la Vertu de Luigi Pirandello, mise en scène de Marcelle Tassencourt, théâtre Montansier puis théâtre de la Gaîté-Montparnasse : Giglio
- 1975 : Néo-Cid d'Yves Lalonde et Colette Castel, mise en scène d'Yves Lalonde : Rodrigue
- 1976  : Tu es un chic type, Charlie Brown, comédie musicale de Clark Gesner, adaptation de Claude Lanzmann, mise en scène de Michel Fagadau : Charlie Brown
- 1976 : L'Histoire du chevalier Des Grieux et de Manon Lescaut de Guy Dumur d'après le roman de l'abbé Prévost, mise en scène de Robert Hossein, Théâtre populaire de Reims : des Grieux
- 1978 : Le Préféré de Pierre Barillet et de Jean-Pierre Gredy, mise en scène Michel Roux, théâtre de la Madeleine : Baptiste Besson
- 1978 : Meurtre dans la cathédrale de T. S. Eliot, mise en scène de Terry Hands, Théâtre national de Chaillot (Comédie-Française) : chanteur
- 1979 : Tartuffe de Molière, mise en scène de Paul-Émile Deiber, Comédie-Française : Damis
- 1981 : Le Nombril de Jean Anouilh, mise en scène Jean Anouilh et Roland Piétri, théâtre de l'Atelier : Arthur
- Les Sorcières de Salem d'Arthur Miller, mise en scène de Pierre Lamy :  Proctor

Sources : Les Archives du spectacle, RS Doublage

## Filmographie

### Cinéma
- 1981 : Croque la vie de Jean-Charles Tacchella : Hubert
- 2006 : Coup de sang Jean Marbœuf : l'employé

### Télévision

#### Téléfilms
- 1979 : Madame de Sévigné : Idylle familiale avec Bussy-Rabutin, téléfilm de Gérard Pignol et Jacques Vigoureux : Henri de Sévigné

- 1980 : Au théâtre ce soir : Un amour exemplaire, réalisation de Pierre Sabbagh : Jean-Lou
- 2001 : Les Inséparables de Thierry Redler : le commandant de la Gendarmerie

#### Séries télévisées
- 1976 : Adios d'André Michel
- 1977 : Au plaisir de Dieu de Robert Mazoyer et Paul Savatier : Olivier de Plessis-Vaudreuil, adulte
- 1978 : Le Temps des as de Claude Boissol : Julien Dabert
- 1979 : Les Amours de la Belle Époque de Jean Pignol, épisode Mon oncle et mon curé : Paul
- 1980 : Médecins de nuit de Gilles Legrand, épisode Amalgine (série télévisée)

## Doublage

### Cinéma

#### Films
- David Duchovny (15 films) dans :
  - Beethoven (1992) : Brad
  - Le Damné (1997) : Dr Eugene Sands
  - The X-Files, le film (1998) : Fox Mulder
  - Droit au cœur (1999) : Bob Rueland
  - Zoolander (2001) : J. P. Prewitt
  - Évolution (2001) : Ira Kane
  - Full Frontal (2002) : Bill/Gus
  - Connie et Carla (2004) : Jeff
  - Chassé-croisé à Manhattan (2006) : Tom
  - Nos souvenirs brûlés (2007) : Brian Burke
  - X-Files : Régénération (2008) : Fox Mulder
  - La Famille Jones (2009) : Steve
  - Phantom (2013) : Bruni
  - The Craft : Les Nouvelles sorcières (2020) : Connor Smecker
  - La Bulle (2022) : Sean Knox

- John Hannah (8 films) dans :
  - La Momie (1999) : Jonathan Carnahan
  - Le Retour de la momie (2001) : Jonathan Carnahan
  - La Momie : La Tombe de l'empereur Dragon (2008) : Jonathan Carnahan
  - The Words (2012) : Richard Ford
  - Alleycats (2016) : Yates
  - The Marker (en) (2017) : Brendan Doyle
  - Overboard (2018) : Colin
  - Enemy Lines (2020) : le colonel Preston

- Rick Moranis (6 films) dans :
  - Chérie, j'ai rétréci les gosses (1989) : Wayne Szalinski
  - Chérie, j'ai agrandi le bébé (1992) : Wayne Szalinski
  - Grandeur et Descendance (1993) : Henry Bullock
  - Les Petits Géants (1994) : Danny O'Shea
  - Le Souffre-douleur (1996) : David Leary
  - Chérie, nous avons été rétrécis (1997) : Wayne Szalinski

- Cary Elwes (4 films) dans :
  - Dracula (1992) : Lord Arthur Holmwood
  - Mère-fille, mode d'emploi (2007) : Arnold
  - Dark Side (en) (2010) : Ethan Belfrage
  - Bad Luck (2014) : Kersey

- Simon McBurney dans :
  - Magic in the Moonlight (2014) : Howard Burkan
  - Conjuring 2 : Le Cas Enfield (2016) : Maurice Grosse
  - The Pale Blue Eye (2022) : le capitaine Hitchcock

- John Ritter dans :
  - Junior le terrible (1990) : Ben Healy
  - Junior le terrible 2 (1991) : Ben Healy

- Paul Lazar dans :
  - Le Silence des agneaux (1991) : Dr Nicolas Pilcher
  - Philadelphia (1993) : Dr Kleinstein

- Ed Harris dans :
  - La Surprise (1994) : Tom Wheeler
  - Au-delà des lois (1996) : Mark McCann

- Willie Garson : 
  - Sex and the City 2 (2010) : Stanford Blatch
  - Blackout total (2014) : Dan

- 1951[4] : Allons donc, papa ! : Buckley Dunstan (Don Taylor)
- 1984 : Swing Shift : Mike « Lucky » Lockhart (Kurt Russell)
- 1987 : La Folle Histoire de l'espace : Morvy (Jeff MacGregor)
- 1987 : Hamburger Hill : 1re classe Paul Galvan (Michael A. Nickles)
- 1989 : Fatal Games : l'officier Milner (Chuck Lafont)
- 1989 : Abyss : Alan « Hippy » Carnes (Todd Graff)
- 1989 : Retour vers le futur 2 : le commentateur sportif (voix) / l'homme à qui Marty dit être du SAMU (voix) / le témoin du vol de l'almanach (Wesley Mann)
- 1989 : Les Banlieusards : Ray Peterson (Tom Hanks)
- 1989 : She-Devil, la diable : Garcia (A Martinez)
- 1989 : Opération Crépuscule : Walter Henke (Kevin Crowley)
- 1990 : Total Recall : Johnnycab (Robert Picardo) (voix)
- 1990 : Pretty Woman : David Morse (Alex Hyde-White)
- 1990 : Gremlins 2 : La Nouvelle Génération : Wally (Shawn Nelson)
- 1990 : Un ange... ou presque : Steve Garner (Elias Koteas)
- 1991 : JFK : Bill Newman (Vincent D'Onofrio)
- 1991 : Liaison maléfique (es) : Brad Travis (Mark Hamill)
- 1991 : Le Docteur : Alan (Kyle Secor)
- 1991 : La Chanteuse et le Milliardaire : Sammy (Fisher Stevens)
- 1992 : Banco pour un crime : Julian Peters (Richard Lewis)
- 1992 : L'Arme fatale 3 : le piéton indiscipliné (Andrew Hill Newman)
- 1992 : Psychose meurtrière : Chuck (Marc McClure)
- 1992 : Ninja Kids : Samuel Douglas Sr. (Alan McRae)
- 1992 : Passager 57 : Sly Delvecchio (Tom Sizemore)
- 1992 : Traces de sang : Michael Dobson (William Russ)
- 1992 : Hoffa : Pete Connelly (John C. Reilly)
- 1992 : Des hommes d'honneur : le commandant Gibbs (David Bowe)
- 1993 : Cœur sauvage : Steven (Paul Douglas Law)
- 1993 : Benny and Joon : Eric (Oliver Platt)
- 1993 : Red Rock West : le médecin (Robert Guajardo)
- 1993 : Le Fugitif : Cosmo Renfro (Joe Pantoliano)
- 1993 : My Life : Arnold Sherman (Frank DiElsi)
- 1993 : La Liste de Schindler : Poldek Pfefferberg (Jonathan Sagall)
- 1993 : Tombstone : Billy Breckinridge (Jason Priestley)
- 1994 : Greedy : Frank (Phil Hartman)
- 1994 : Les Saisons de la vie : Randy Parker (Michael Madsen)
- 1994 : L'Or de Curly : Ira Shalowitz (David Paymer)
- 1994 : Little Big Boss : Arthur Goslin (Kevin Dunn)
- 1995 : Apollo 13 : un des techniciens lors de la scène de l'angle de rentrée [Qui ?]
- 1995 : Orky : Frank (John Procaccino)
- 1995 : Halloween 6: La Malédiction de Michael Myers : Dr Bonham (Alan Echeverría)
- 1995 : Jumanji : Jim Shepperd (Malcolm Stewart (en))
- 1996 : The Substitute de Robert Mandel : Matt Wolfson (Cliff De Young)
- 1996 : The Sunchaser : l'agent Moreland (Michael O'Neill)
- 1996 : Mission impossible : Rand Housman (David Shaeffer)
- 1996 : Independence Day : Thomson, soldat en Irak (Jon Matthews (en))
- 1996 : Le Professeur foldingue : voix additionnelles
- 1996 : Los Angeles 2013 : Test Tube (Leland Orser)
- 1996 : Réactions en chaîne : Matthew Kay (Kyle MacLachlan)
- 1997 : L'Homme qui en savait trop... peu : Hawkins (Simon Chandler)
- 1997 : Un Indien à New York : Richard Kempster (Martin Short)
- 1997 : Titanic : voix additionnelles
- 1997 : Volcano : Stan Olber (John Carroll Lynch)
- 1998 : Le Gang des Newton : Brentwood Glasscock (Dwight Yoakam)
- 1998 : Las Vegas Parano : l'employé de l'hôtel Mint (Gregory Itzin)
- 1999 : Big Daddy : le SDF (Steve Buscemi)
- 1999 : Dick : Les Coulisses de la présidence : John Dean (Jim Breuer (en))
- 2000 : À l'aube du sixième jour : le porte-parole RePet (Mark Brandon)
- 2000 : Un homme à femmes : Barney (Lee Evans)
- 2000 : L'Enfer du devoir : Hayes Hodges III (Nicky Katt)
- 2002 : Allumeuses ! : M. Mooney (Loren Lester (en))
- 2004 : The Girl Next Door : M. Peterson (Richard Fancy (en))
- 2005 : Faux Amis : Williams (David Pasquesi)
- 2006 : La Vie des autres : Udo (Charly Hübner)
- 2006 : Hollywoodland : Earl Wilson (Cameron Mitchell Jr.) et James Engelmann (Michael Rhoades)
- 2006 : The Last Show : Dusty (Woody Harrelson)
- 2007 : Awake : Dr Larry Lupin (Christopher McDonald)
- 2007 : Just Another Love Story : Frank (Dejan Čukić)
- 2008 : Swing Vote : La Voix du cœur : le procureur-général Wyatt (Mark Moses)
- 2010 : Comment savoir : Al (Lenny Venito)
- 2012 : Wrong : Maître Chang (William Fichtner)
- 2012 : Babymakers : Jefferey (Marc Evan Jackson)
- 2013 : Fugues marocaines : Heinrich (Ulrich Tukur)
- 2013 : Les Chiots Noël, la relève est arrivée : Thomas Reynolds (George Newbern)
- 2016 : Café Society : Phil (Steve Carell)
- 2016 : Railroad Tigers : Huang Yifeng (Wei Na)
- 2016 : L. B. Johnson, après Kennedy : John Bowden Connally (John Burke)
- 2017 : Kung Fu Yoga : le commentateur des enchères (Anthony Gavard)
- 2018 : Jean-Christophe et Winnie : l'officier Bobby (Matt Berry)
- 2019 : Inside Man: Most Wanted : le sergent Sam Abrams (André Jacobs (af))
- 2020 : The Last Full Measure : Kepper (John Savage)
- 2020 : La Grande Traversée : ? (?)
- 2020 : Happy New Love (pt) : Steve Quinn (Steve Cumyn)
- 2020[n 1] : Cours ma jolie, cours : James R. Fuller (Clark Gregg)
- 2021 : The Last Son : Gideon (David Myers Gregory)
- 2021 : The King's Man : Première Mission : le président Woodrow Wilson (Ian Kelly)
- 2021 : Collection : Mike (Todd M. Friedman)
- 2021 : Twist (en) : Dr Crispin Losberne (David Walliams)
- 2021 : L'Étau de Munich : Sir Horace Wilson (Alex Jennings)
- 2022 : Si tu me venges… : ? (?)
- 2022 : Moi, apprivoisée ? (en) : Wacus (Piotr Cyrwus (pl))
- 2022 : Une ardente patience (es) : l'animateur radio #2 (Felix Venegas)
- 2022 : Les Lignes courbes de Dieu : ? (?)

#### Films d'animation
- 1962 : Chat, c'est Paris : Jaune Tom
- 1988 : Akira : Consul 2
- 1990 : Le Prince Casse-Noisette : le prince Casse-Noisette
- 1995 : Balto : le père de Rosy
- 1998 : Buster et Junior : le père Joseph
- 1998 : Batman et Mr. Freeze : Subzero : Richard « Dick » Grayson / Robin
- 2003 : Le Monde de Nemo : Gargouille
- 2016 : Le Monde de Dory : Gargouille
- 2018 : Suicide Squad : Le Prix de l'enfer : le docteur de Belle Reve
- 2022 : Buzz l'Éclair : Zyclops[5]
- 2022 : Ernest et Célestine : Le Voyage en Charabie : le premier juge et le premier policier  (création de voix)

### Télévision

#### Téléfilms
- John Hannah dans :
  - Un nouveau départ pour la Coccinelle (1997) : Simon Moore III
  - Dr. Jekyll & Mr Hyde (2002) : Dr Jekyll et Mr Hyde
  - L'autre femme (2012) : Richard Kendall
  - The Widower (2014) : Charlie Henry
  - Le baiser de Valentine (2015) : Lord Rupert Mallory

- 1990[6] : « Il » est revenu : Benjamin Ben/Haystack Hanscom (John Ritter)
- 2000 : Dune : Capitaine Sardauker (Pavel Cajzl)
- 2009 : Impact : Président Edward Taylor (Steven Culp)
- 2013 : Le Secret de Clara : Arnold (Jonathan Potts)
- 2017 : Une mère diabolique : Aaron Martin (Brad Long)
- 2020 : Une famille cinq étoiles pour Noël : Ted Ralston (Robert Wisden)
- 2021 : Un océan de suspicion : Dr Lucas Albans (Lewis Hodgson)

#### Séries télévisées
- Steven Culp dans (42 séries) :
  - JAG (2002-2004) : l'agent spécial Clayton Webb (2e voix, saisons 8 à 10)
  - Au cœur du pouvoir (2003) : Brad Manning (épisode 4)
  - Urgences (2004) : Dave Spencer (saison 10, épisodes 13, 16, 17 et 19)
  - Desperate Housewives (2004-2012) : Rex Van de Kamp (31 épisodes)
  - Numb3rs (2007) : l'inspecteur Graham Larson (saison 3, épisode 16)
  - Traveler : Ennemis d'État (2007) : l'agent spécial Fred Chambers (8 épisodes)
  - The Closer : L.A. enquêtes prioritaires (2007) : Lucas Cordry (saison 3, épisodes 12 et 13)
  - NCIS : Enquêtes spéciales (2007) : le commandant William Skinner (saison 5, épisode 6)
  - Stargate Atlantis (2007) : Henry Wallace (saison 4, épisode 9)
  - Boston Justice (2007) : Norman Wilson (saison 4, épisode 8)
  - Médium (2008) : Darren Swenson (saison 4, épisode 4)
  - Esprits criminels (2008) : Lester Serling (saison 3, épisode 19)
  - Mentalist (2008) : Morgan Tolliver (saison 1, épisode 1)
  - The Cleaner (2008) : Gary Smith (saison 1, épisode 10)
  - Les Experts : Miami (2009) : Jerry Mackey (saison 8, épisode 5)
  - Ghost Whisperer (2010) : Dave Walker (saison 5, épisode 12)
  - Burn Notice (2010) : Christian Aikins (saison 4, épisode 8)
  - The Defenders (2010) : le sénateur Clint Harper (épisode 5)
  - The Chicago Code (2011) : Dennis Mahoney (épisodes 6 et 11)
  - Los Angeles, police judiciaire (2011) : Ben Corrigan (épisode 19)
  - Suspect numéro 1 : New York (2011) : Richard Milner (épisode 4)
  - La Loi selon Harry (2012) : M. Kennedy (saison 2, épisode 12)
  - Body of Proof (2012) : Eric Greyson (saison 2, épisode 17)
  - Drop Dead Diva (2012) : Bruce Forman (saison 4, épisode 2)
  - Longmire (2012) : Johnson Mace (saison 1, épisode 8)
  - Grey's Anatomy (2012) : Dr Darren Parker (4 épisodes)
  - King and Maxwell (2013) : Michael Wallace (épisode 9)
  - Revolution (2013-2014) : Edward Truman (14 épisodes)
  - Rush (2014) : le sénateur Roger Keating (épisode 6)
  - Arrow (2015) : le sénateur Joseph Cray (saison 3, épisode 17)
  - Zoo (2015) : Clayton Burke (3 épisodes)
  - Murder (2015) : Victor Leshner (saison 2, épisode 1)
  - Harry Bosch (2015-2018) : Richard « Rick » O'Shea (19 épisodes)
  - Code Black (2016) : Desmond Leighton (5 épisodes)
  - The Orville (2017) : Willks (saison 1, épisode 7)
  - The Last Ship (2018) : le président Joshua Reiss (6 épisodes)
  - For the People (2019) : Arthur Covington (saison 2, épisode 2)
  - 9-1-1 (2020) : Henry Wallace (saison 3, épisode 12)
  - Dirty John (2020) : Baxter (saison 2, épisode 7)
  - As We See It (2022) : Chris Dietrich (5 épisodes)
  - Grey's Anatomy : Station 19 (2022) : Détective Berarducci (saison 5, épisode 15)
  - The Rookie: Feds (2022) : Oliver Bailor (saison 1, épisode 1) (1ère voix)

- John Hannah dans (12 séries) :
  - Miss Marple (2004) : l'inspecteur Tom Campbell (saison 1, épisode 3)
  - Hercule Poirot (2008) : Dr Gerard (saison 11, épisode 4)
  - Spartacus : Le Sang des gladiateurs (2010) : Quintus Lentulus Batiatus (10 épisodes)
  - Spartacus : Les Dieux de l'arène (2011) : Quintus Lentulus Batiatus (mini-série)
  - Damages (2012) : Rutger Simon (saison 5, 10 épisodes)
  - Close Case : Affaires closes (2012-2014) : Jack Cloth (6 épisodes)
  - Elementary (2013) : Rhys (saison 1, épisode 15)
  - The Widower (2014) : le lieutenant Charlie Henry (mini-série)
  - Marvel : Les Agents du SHIELD (2016-2017) : Dr Holden Radcliffe (27 épisodes)
  - The Victim (2019) : Steven Grover (mini-série)
  - Secret médical (2019) : Dr Archie Watson (4 épisodes)
  - Dr. Bash (2020-2022) : Dr Jared « Jed » Bishop (26 épisodes)

- David Duchovny dans (10 séries) :
  - X-Files : Aux frontières du réel (1993-2002 / 2016-2018) : l'agent spécial Fox Mulder (190 épisodes)
  - MillenniuM (1997) : Bobby Wingood (saison 2, épisode 9)
  - The Lone Gunmen : Au cœur du complot (2001) : Fox Mulder (épisode 13)
  - Life with Bonnie (2002) : Johnny Volcano (saison 1, épisodes 2 et 10)
  - Sex and the City (2003) : Jeremy (saison 6, épisode 10)
  - Californication (2007-2014) : Hank Moody (84 épisodes)
  - Aquarius (2015-2016) : Sam Hodiak (26 épisodes)
  - Better Things (2016) : lui-même (saison 1, épisode 6)
  - Twin Peaks (2017) : Denise Bryson (saison 3, épisode 4)
  - Directrice (2021) : lui-même (mini-série)

- Willie Garson dans (9 séries) :
  - Sex and the City (1998-2004) : Stanford Blatch (27 épisodes)
  - Demain à la une (1999) : Willie Dretler (saison 4, épisode 1)
  - Monk (2004) : Leo Navarro (saison 3, épisode 2)
  - FBI : Duo très spécial (2009-2014) : Mozzie (81 épisodes)
  - Hawaii 5-0 (2015-2020) : Gerard Hirsch (9 épisodes)
  - Les Mystères de Laura (2016) : Georges Tilleu (saison 2, épisode 10)
  - Salvation (2018) : Dr Carson (saison 2, épisode 10)
  - Supergirl (2019-2020) : Steve Lomeli (3 épisodes)
  - And Just Like That... (2021) : Stanford Blatch (3 épisodes)

- Harry Hamlin dans (6 séries) :
  - La Loi de Los Angeles (1986-1991) : Michael Kuzak (2e voix - 104 épisodes)
  - Une nounou d'enfer (1997) : le professeur Steve (saison 5, épisode 9)
  - Missing : Disparus sans laisser de trace (2003) : Walter Connors (saison 1, épisode 6)
  - New York, police judiciaire (2007) : Randall Bailey (saison 17, épisode 22)
  - Graves (2016-2017) : Jonathan Dalton (5 épisodes)
  - Angie Tribeca (2018) : Leonard Scholls (saison 4, épisode 8)

- Scott Jaeck (en) dans :
  - Urgences (1994-2002) : Dr Steven Flint (12 épisodes)
  - Person of Interest (2013) : Vincent Cochran (saison 2, épisode 20)

- Steven Van Zandt dans :
  - Les Soprano (2002-2007) : Silvio Dante (2e voix, saisons 4 à 6)
  - Lilyhammer (2012-2014) : Frank Tagliano / Giovanni « Johnny » Henriksen (24 épisodes)

- Nolan North dans : 
  - Pretty Little Liars (2010-2017) : Peter Hastings (28 épisodes)
  - NCIS : Los Angeles (2022) : le commandant Oscar Northcutt (saison 13, épisode 15)

- Paul Bettany dans :
  - WandaVision (2021) : Vision (mini-série)
  - A Very British Scandal (2021) : Ian Campbell (mini-série)

- 1987-1995 : Mariés, deux enfants : Steve Rhoades (David Garrison) (saisons 1 à 4, puis invité - 79 épisodes)
- 1993-1998 : Dr Quinn, femme médecin : Jake Slicker (Jim Knobeloch) (1re voix, saisons 1 puis 3 à 6)
- 1993-1998 : Babylon 5 : Michael Garibaldi (Jerry Doyle) (109 épisodes)
- 1993-2000 : Sauvés par le gong : La Nouvelle Classe : le principal Richard Belding (Dennis Haskins) (143 épisodes)
- 1996-2000 : Le Caméléon : Broots (Jon Gries) (82 épisodes)
- 2005 : Monk : Vladimir Kasinsky (Vincent Riotta (en)) (saison 3, épisode 1)
- 2006 : Hercule Poirot : George Abernethie (Michael Fassbender) (Les Indiscrétions d'Hercule Poirot)
- 2010 : Trois Bagues au doigt : ? (?) (mini-série)
- 2010-2012 : True Justice : le shérif Graves (Adrian Hough) (13 épisodes)
- 2011 / 2014 : Boardwalk Empire : Charles Kenneth Thorogood (T.J. Kenneally) et Joseph Patrick Kennedy (Matt Letscher) (4 épisodes)
- 2014-2021 : Grantchester : Geordie Keating (Robson Green) (saisons 1 à 6)
- 2015 : Scream Queens : l'inspecteur Chisolm (Jim Klock)
- 2015 : The Walking Dead : Eastman (John Carroll Lynch)
- 2017 : Bates Motel : Jeff Dunn (Al Sapienza) (saison 5, épisode 5)
- 2017-2021 : Chesapeake Shores : le maire Frank Devine (Mark Brandon) (4 épisodes)
- 2018 : DC Titans : Nuclear Dad (Jeff Clarke) (saison 1, épisodes 2 et 3)
- 2019 : The Loudest Voice : Rupert Murdoch (Simon McBurney) (mini-série)
- 2019 : Traitors : David Hennessey (Greg McHugh) (3 épisodes)
- 2019 : Treadstone : Dennis Kohler (Jamie Parker) (3 épisodes)
- 2019 : Brigada Costa del Sol : Arturo (Gonzalo Trujillo) (4 épisodes)
- 2019-2020 : Almost Family : Leon Bechley (Timothy Hutton) (13 épisodes)
- 2020 : The Crown : Sir Sonny Ramphal (Tony Jayawardena) (saison 4, épisodes 6 et 8)
- 2020 : The Comey Rule : Michael T. Flynn (William Sadler) (mini-série)
- 2020-2021 : Home Before Dark : Sylvester Lisko (Reed Birney) (18 épisodes)
- 2020-2022 : Les Feux de l'amour : Jack Abbott (Peter Bergman) (2e voix)
- 2021 : The Rookie : Le Flic de Los Angeles : l'agent spécial Sam Taggart (Kyle Secor) (saison 3, épisode 13 et saison 4, épisode 1)
- 2022 : Le Dernier Bus : ? (?)
- 2022 : Devils : Mikael Korhonen (Ralph Palka) (saison 2, épisode 2)
- 2022 : Billions : Mike « Wags » Wagner (David Costabile) (2e voix, saison 6)
- 2023 : Kaleidoscope : Max Olson (George R. Sheffey) (mini-série)

#### Séries d'animation
- Animaniacs : le père de Katie Baboom / Bob Hope
- Mes parrains sont magiques : Dinkleberg, Doug Dimmadome (2e voix - saison 6 à 10)
- Avatar, le dernier maître de l'air : Bato / Ministre Qin[7]
- La Bande à Dingo : le chef de la police / Le sosie de Dingo
- Batman : Dick Grayson / Robin
- The New Batman Adventures : Dick Grayson / Robin (épisode : Blessures Anciennes)
- Le Défi des Gobots : Matt Hunter
- Emi magique : Francis (le père)
- Gunnm : Ido
- South Park : David Duchovny
- RG Veda : Taishakuten
- Sandy Jonquille : Edward Lawrence (voix de remplacement)
- Les Simpson : voix diverses[8] / Fox Mulder (épisode Aux frontières du réel)
- Star Wars: The Clone Wars : Ord Enisence
- Fred le chat : Frixus, Marcus
- Le Tour du Monde de Lydie : Florent
- Trolls : En avant la musique ! : Marciel
- Tous en selle avec Bibi & Tina : Comte François de la Grandpierre
- 2021 : What If...? : Vision[9] (saison 1, épisode 5) et J.A.R.V.I.S. (saison 1, épisode 6)

### Jeux vidéo
- 1998 : The X-Files, le jeu : Fox Mulder
- 2001 : The Mystery of the Druids : Brent Halligan
- 2003 : Le Monde de Nemo : Gargouille
- 2005 : Tom Clancy's Splinter Cell: Chaos Theory : voix additionnelles
- 2006 : Gothic 3 : plusieurs voix
- 2007 : The Witcher : le capitaine Jean-Pierre, Conrad, Radovid Le Sévère et divers personnages
- 2009 : Assassin's Creed II : Shaun Hastings
- 2010 : Call of Duty: Black Ops : Nikita Dragovich
- 2010 : Assassin's Creed Brotherhood : Shaun Hastings
- 2011 : The Elder Scrolls V: Skyrim : Amaund Motierre
- 2011 : Assassin's Creed Revelations : Shaun Hastings
- 2012 : Assassin's Creed III : Shaun Hastings
- 2013 : Assassin's Creed IV Black Flag : Shaun Hastings
- 2015 : Assassin's Creed Syndicate : Shaun Hastings
- 2015 : Tom Clancy's Rainbow Six: Siege : Doc
- 2017 : Call of Duty: WWII : Paul
- 2017 : Star Wars Battlefront II : voix additionnelles
- 2018 : Assassin's Creed Odyssey : voix additionnelles
- 2019 : Call of Duty: Modern Warfare : Norris
- 2020 : Assassin's Creed Valhalla : Shaun Hastings
- 2021 : Ratchet and Clank: Rift Apart : voix additionnelles

### Direction artistique

#### Films
- Grace
- Une drôle d'histoire
- Jumping the Broom

#### Téléfilms
- À l'aube de la destruction
- La Menace Andromède
- Rendez-moi mon bébé
- La Malédiction du pharaon
- Le Secret de l'Arche[10]
- Une si longue absence[10]
- Un goût de romance
- La Ville du Père Noël[10]

#### Séries télévisées
- XIII : La Conspiration
- Le Caméléon
- Damages
- Dark Angel
- Dresden, enquêtes parallèles
- Dune
- Les Enfants de Dune
- FBI : Opérations secrètes
- Haunted
- Jericho
- John Doe
- Kingdom Hospital
- The L Word (saison 1)
- Line of Duty
- The Lone Gunmen : Au cœur du complot
- Miss Marple
- Moonlight
- Le Prisonnier
- Six Feet Under (avec Pascal Renwick)
- Sydney Fox, l'aventurière
- Threshold : Premier Contact

## Voix off

### Documentaires
- 1989-2002 : The Global Family (TVOntario, NHK Enterprises)
- 1996-1998 : Terres insolites (La Cinquième)
- 2005 : Hiroshima (TF1, BBC, ZDF, Discovery Channel)
- 2006 : Les Secrets de la Terre (National Geographic Television)
- 2007 : Staline, le tyran rouge (C. Productions)
- 2007 : 1983, au bord de l'apocalypse (Arte)
- 2008 : Les Trésors perdus de Salomon (Arte)
- 2010 : Superstructures (Discovery Channel)
- 2010 : Manana, reine des léopards (Aquavision TV Productions, National Geographic Channel)
- 2011 : Quand les chinois arrivent (BBC)
- 2012 : Les Dessous de Londres, ville victorienne (Discovery Channel Canada, The Science Channel, Discovery Network Europe, France Télévisions)
- 2013 : La Malédiction du gaz de schiste (Arte, Revolt Cinema)
- 2013 : Les Routes de l'enfer (Renegade Pictures)
- 2013 : Alfred Brehm, un certain regard sur les animaux (NDR, Arte)
- 2018 : Les Génies du mal : Voix de l'Agent spécial du FBI Jerry Clark
- 2019-2022 (en diffusion) : Enquêtes paranormales (C8)

### Fictions audio
- X-Files - Première partie (X-Files : Les Nouvelles affaires non classées 1) (Audiolib, novembre 2017) : Fox Mulder
- X-Files - Deuxième partie (X-Files : Les Nouvelles Affaires non classées 2) (Audiolib, février 2018) : Fox Mulder